# بيسي غوثري
بيسي غوثري (بالإنجليزية: Bessie Jean Thompson Guthrie)‏ هي نسوية ‏ ومصممة أسترالية، ولدت في 2 يوليو 1905 في كامبرداون ‏ في أستراليا، وتوفيت في 1977 في Glebe, New South Wales ‏ في أستراليا.